# Syrrhopodon lycopodioides
Syrrhopodon lycopodioides är en bladmossart som beskrevs av C. Müller 1849. Syrrhopodon lycopodioides ingår i släktet Syrrhopodon och familjen Calymperaceae. Inga underarter finns listade i Catalogue of Life.